# Marumba irata
Marumba irata är en fjärilsart som beskrevs av James John Joicey och William James Kaye 1917. Marumba irata ingår i släktet Marumba och familjen svärmare. Inga underarter finns listade i Catalogue of Life.